# Origen de la vida
L'origen de la vida en biologia és la forma i època en què s'originà la vida. Aquest és un tema controvertit i té implicacions filosòfiques i teològiques; és difícil establir-ne els mecanismes concrets a causa de l'anàlisi indirecta.

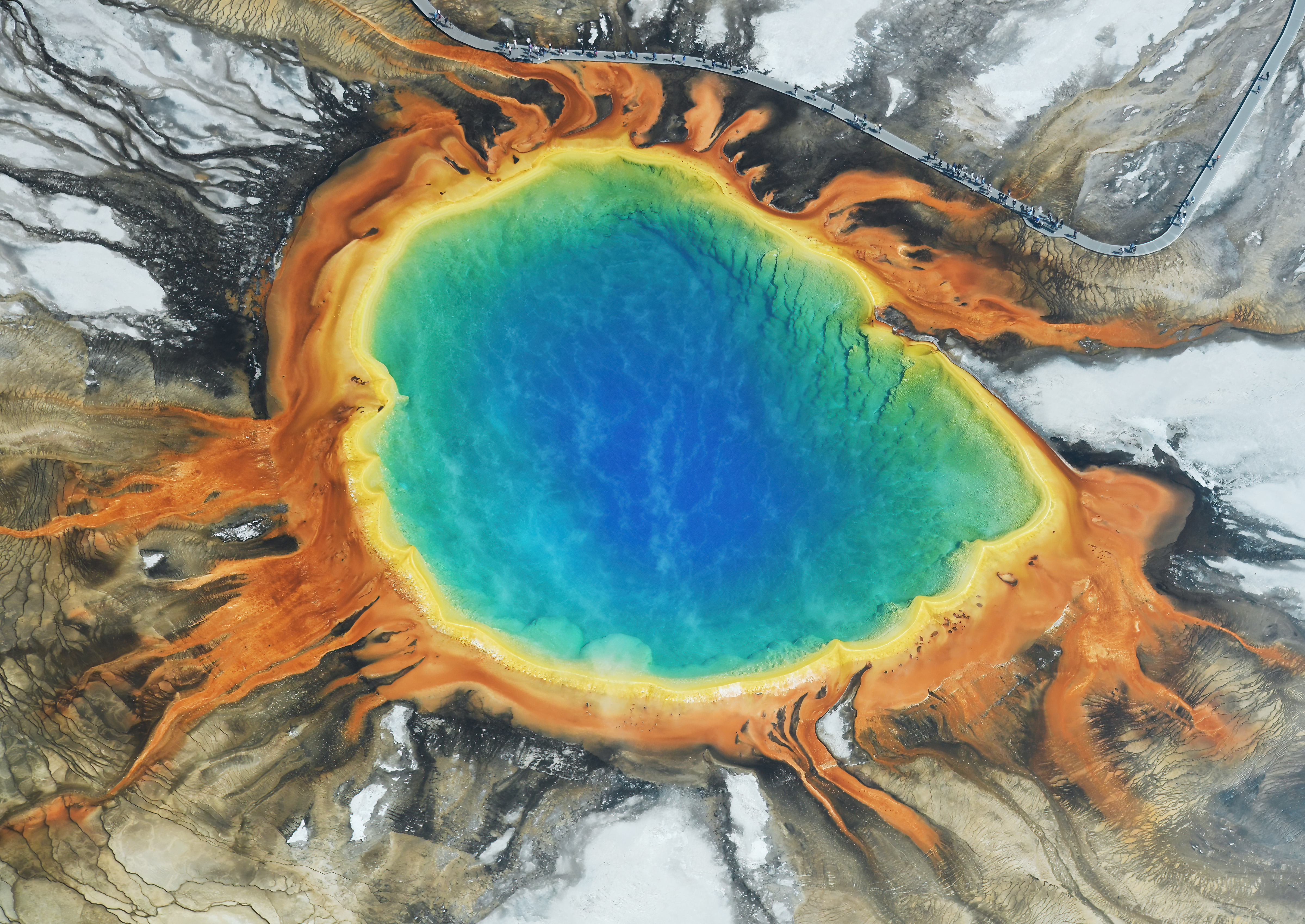
La Grand Prismatic Spring del Parc Nacional Yellowstone. Se suposa que l'ambient d'aquesta bassa amb elevades temperatures i ambient reductor (absència d'oxigen i altres substàncies oxidades), seria semblant a l'ambient primigeni dels mars de la Terra

Entre la comunitat científica, sembla ben establerta la teoria que la vida va evolucionar a partir de matèria inerta en algun moment ara fa entre 3.900 i 3.500 milions d'anys abans de l'actualitat. Aquest tema també inclou conjectures i idees referents a la hipòtesi d'un possible origen extraplanetari o extraterrestre de la vida, que hauria succeït durant els últims 13.700 milions d'anys d'evolució de l'univers conegut després del big-bang.
Els estudis sobre l'origen de la vida constitueixen un camp limitat d'investigació, a pesar del seu profund impacte en la biologia i la comprensió humana del món natural. Els progressos en aquesta àrea són generalment lents i esporàdics, tot i que encara atreuen l'atenció de molts, donada la importància de la qüestió. Existeix una sèrie d'observacions que apunten les condicions fisicoquímiques en les quals va poder emergir la vida, però encara no hi ha un quadre raonablement complet sobre com va poder ser aquest origen. Aquestes explicacions no pretenen destriar sobre aspectes religiosos que examinen el paper de la voluntat divina en l'origen de la vida (creacionisme), ni sobre aspectes metafísics que il·lustrin les causes primigènies.

## Condicions inicials
La matèria i l'energia de l'univers es generen a partir d'un buit quàntic que propicia l'evolució de molècules estables que es dupliquen a si mateixes i permeten un cosmos estable que és el fonament de la vida a la Terra.
L'evolució química de la vida es produí durant la formació del sistema solar i la Terra. Al voltant del sol giravoltaven masses de pocs quilòmetres de diàmetre anomenades planetoides. A partir del seu xoc es van anar fent menys nombrosos i cada vegada més grossos. Les fonts radioactives de l'interior d'alguns deplanetes com la Terra, va generar un augment de la temperatura que provocà la fusió dels diferents materials que componien el nostre planeta, diferenciant per densitat els seus elements químics. Els seus components més densos van anar a parar a les capes més profundes i els menys densos com el silici, el carboni, l'alumini i el calci es van situar en zones més superficials. Amb el temps, la temperatura superficial va descendir i es van solidificar, formant una primera escorça terrestre produïda per l'energia que emeten els astres de llum. En el final d'aquesta fase anomenada acreció cataclísmica, la Terra, restà sense gaire atmosfera, però va estar sotmesa a una pluja d'objectes celestes que provocaren cràters immensos ja desapareguts a causa de la regeneració de l'escorça terrestre.
L'escorça primitiva va estar foradada amb erupcions volcàniques, que donaren lloc a una atmosfera formada per CO₂, CH₄, NH₃, H₂ i, sobretot per vapor d'aigua. Aquesta atmosfera primigènia no contenia oxigen. El vapor d'aigua es va condensar, formant els mars i els rius. Se sap que fa 3.900 milions d'anys ja hi havia aigua en estat líquid a la Terra, perquè s'han detectat roques sedimentàries que tenen aquella edat. Els gasos que formaven l'atmosfera, com que a la vegada eren poc lleugers, es van dissoldre en els mars tot formant un brou primitiu o sopa primitiva, que va permetre l'aparició dels primers éssers vius i es va originar l'aparició de sistemes autopoètics, segons les tesis de diversos estudiosos sobre l'origen de la vida.
Es creu que les primeres formes de vida conegudes a la Terra són microorganismes fossilitzats que es troben precipitats en les fumaroles hidrotermals, amb una estimació d'uns 3.420 milions d'anys. El primer moment de l'origen de la vida a la Terra és d'almenys 3.770 milions d'anys, però possiblement jexistíssin formes de vida fa 4.280 milions d'anys, no gaire després que es forméssin els oceans fa 4.500 milions d'anys, i després del formació de la Terra fa 4.540 milions d'anys. La primera evidència directa de la vida a la Terra és de microfòssils de microorganismes permineralitzats en roques de sílex australians de 3.465 milions d'anys d'antiguitat, encara que la validesa d'aquests microfòssils està discutida.

## Hipòtesis
Des dels inicis dels temps, l'ésser humà s'ha preguntat quin era l'origen dels animals. A la pregunta, li ha donat diferents respostes que han evolucionat al llarg dels anys. Primerament, en moltes cultures es pensava que la vida l'havien forjat els déus. Després de la caiguda de l'Imperi Romà, dels segles vi al xix, es va creure que va ser fruit de la màgia i va sorgir espontàniament.
També hi ha hagut una hipòtesi anomenada panspèrmia còsmica, que es fonamenta en el fet que l'essència de la vida ronda per tot l'Univers i a la Terra ha estat possible gràcies a l'arribada d'aquestes «llavors de vida» o molècules bàsiques per a la vida podien haver arribat a la Terra de l’espai a través d'impactes astronòmics o pols còsmica. Aquesta hipòtesi fou defensada per Arrhenius, un dels pares de la química de l'edat moderna, però és una de les primeres que deixà de banda la relació entre l'origen de la vida i els déus o la màgia que alguns pobles li atribueixen. Aquesta hipòtesi va ser ideada pel filòsof grec Anaxàgores, que va viure entre els anys 500 aC i 428 aC.

Les etapes de l'origen de la vida van des de la Terra habitable i la síntesi abiòtica de molècules simples, fins a les més desconegudes, com la derivació de l'últim avantpassat comú universal (LUCA) amb les seves complexes funcionalitats moleculars.

Les hipòtesis científiques més destacades són:
- Panspèrmia: la vida es va originar a l'espai.[18]
- L'abiogènesi o síntesi abiòtica: la vida prové de molècules orgàniques a partir de molècules no vives.[21]

L'abiogènesi és el procés natural pel qual la vida sorgeix de matèria inanimada, com poden ser compostos orgànics simples. La hipòtesi predominant és que la transició d'entitats inanimades a éssers vius al planeta Terra no es produí de cop i volta, ans fou un procés cada vegada més complex, amb fites com ara la formació d'un planeta habitable, la síntesi prebiòtica de molècules orgàniques, la replicació, l'autoassemblatge i l'autocatàlisi d’aquestes molècules i l'emergència de membranes cel·lulars. Si bé la transició de matèria inanimada a formes de vida no ha estat observada experimentalment, hi ha una multitud de propostes per explicar-ne les diverses etapes.
L'estudi de l'abiogènesi té com a objectiu determinar com les reaccions químiques prèvies a la vida van donar lloc a una vida en condicions sorprenentment diferents de les actuals a la Terra. Utilitza principalment eines de la biologia i la química, amb enfocaments més recents que intenten una síntesi de moltes ciències. La vida funciona a través de la química del carboni i l'aigua, i es basa principalment en quatre famílies clau de substàncies químiques: lípids per a les membranes cel·lulars, hidrats de carboni com ara sucres, aminoàcids per al metabolisme de proteïnes i ADN i ARN d'àcids nucleics per als mecanismes de l'herència. Els investigadors generalment pensen que la vida actual descendeix d'un món d'ARN, tot i que altres molècules que s'autorepliquen poden haver precedit l'ARN.
A partir d'un últim avantpassat comú universal (LUCA), presumiblement un organisme unicel·lular que va viure fa uns 4.000 milions d'anys, ja tenia centenars de gens codificats en el codi genètic de l'ADN que avui és universal. Això al seu torn implica un conjunt de maquinària cel·lular que inclou ARN missatger, ARN de transferència i ribosomes per traduir el codi en proteïnes. Aquestes proteïnes incloïen enzims per fer funcionar la seva respiració anaeròbica mitjançant la ruta de Wood-Ljungdahl, i una Polimerasa d'ADN per replicar el seu material genètic.
El repte dels investigadors de l'abiogènesi consisteix en explicar com un sistema tan complex i estretament interconnectat podria desenvolupar-se per passos evolutius, ja que a primera vista totes les seves parts són d'una complexitat irreduible per permetre que funcioni. Per exemple, una cèl·lula, ja sigui la LUCA o en un organisme modern, copia el seu ADN amb l'enzim ADN polimerasa, que al seu torn es produeix mitjançant la traducció del gen de l'ADN polimerasa a l'ADN. Ni l'enzim ni l'ADN es poden produir sense l'altre. El procés evolutiu podria haver implicat l'autoreplicació molecular, l'autoensamblatge com ara les membranes cel·lulars i l'autocatàlisi.

## Història
Després que Louis Pasteur refutés gairebé de manera incontestable la teoria de la generació espontània, seguint els passos deixats per Spallanzani i d'altres que el precediren, es va plantejar la necessitat de resoldre l'origen de la vida des d'un punt de vista no espontani. Així doncs, la vida s'hauria d'haver generat en un ambient primigeni en què determinades condicions ambientals, físiques i químiques principalment, poguessin generar éssers vius a partir de la matèria inerta.
El rus Alexander Oparin va ser un dels pioners en aquest camp. L'any 1924 va publicar un opuscle en rus, Proiskhozhdenie zhizni, en el qual exposava les seves idees sobre com la vida s'hauria pogut autoensamblar a partir de molècules inorgàniques senzilles. Les seves idees van començar a popularitzar-se a occident després de la primera edició del seu llibre The Origin of life, en anglès, l'any 1938, dos anys després de la primera edició en rus. Oparin integrà coneixements de l'època sobre biologia, paleontologia, química, geologia i astronomia en un intent per a explicar l'origen de la vida des d'un punt de vista no espontani. Postulà que la vida s'havia generat per partícules col·loïdals proteíniques que es varen anar agregant formant el que va anomenar coacervats. Això succeí en un brou primitiu. Després de la formació del planeta Terra, aquest es va anar refredant progressivament fins fa uns 5.000 milions d'anys en què la temperatura de la Terra va permetre l'aparició de grans masses d'aigua líquida a la superfície. Oparin suposava que aquesta aigua era rica en substàncies orgàniques.
El físic alemany Erwin Schrödinger (en l'obra Què és la vida? L'aspecte físic de la vida) aportà a la teoria del brou primitiu la idea que els éssers vius havien de seguir les lleis ja establertes per la ciència i que probablement n'hauríem de descobrir de noves. Eliminà l'aspecte més esotèric de la creació de la vida a la Terra reafirmant el materialisme biològic.
Stanley L. Miller va fer nombrosos experiments sobre el tema; la seva recerca es va centrar preferentment en l'estudi tant de la síntesi com de l'estabilitat dels compostos orgànics que poden tenir rellevància prebiòtica. Va ser el primer, junt amb Harold Urey (el seu professor), que va aconseguir una simulació química al laboratori sobre l'origen de la vida. El seu experiment consistia en dissoldre en aigua el que seria l'atmosfera primitiva (CH₄, NH₃, H₂O, H₂) i aplicar-hi electricitat. L'experiment va ser un èxit perquè va obtenir adenina a partir d'àcid cianhídric. L'adenina no és vida per se, però n'és un component essencial ja que forma part de l'ATP, ARN i l'ADN. Amb aquest experiment, s'argumenta l'aparició d'aquestes molècules complexes i orgàniques, però encara no considerades "vida". Aquestes molècules, però, van poder evolucionar. Probablement es van concentrar i s'associaren de tal manera que formaren llargues cadenes moleculars. Això es podria haver produït a causa de l'evaporació parcial de basses on es trobessin atrapades, que en algun moment es van evaporar parcialment o que, pel que diu Miller: "Quan congeles una mescla d'aigua i de molècules orgàniques, el gel que es forma primer és més pur que el líquid romanent", un hom es pot un imaginar que aquestes molècules també es van poder concentrar en un medi fred.
Joan Oró aportà algunes novetats sintetitzant adenina a partir d'una mescla que contenia compostos orgànics més simples, aigua i gasos i aplicant descàrregues elèctriques d'alt voltatge, basant-se en els treballs de Miller i col·laboradors. Intentava reproduir les condicions de la Terra primitiva. L'adenina és un dels components imprescindibles dels àcids nucleics presents en tots i cadascun dels éssers vius i virus que actualment pervivim a la Terra.

## Definició de la vida
És difícil fixar la frontera entre la vida i la matèria inerta, així com els diferents aspectes que defineixen un ésser viu com a tal. Erwin Schrödinger, en el seu llibre Què és la vida? (1944), plantejà diversos aspectes sobre la complexitat associada a la vida que es basa en l'aparent contradicció respecte a la segona llei de la termodinàmica. És a dir, que els sistemes químics tendeixen al "desordre" químic o entropia, mentre que els éssers vius mantenen una elevada organització. La seva composició elemental (essencialment carboni, hidrogen, oxigen, nitrogen, fòsfor) és força diferent de la de l'escorça terrestre (majoritàriament silici, oxigen, calci, ferro). Schrödinger postulà que la vida no contravenia les lleis de la termodinàmica, sinó que els éssers vius simplement obtenen energia del medi que els rodeja per mantenir aquesta diferència. És a dir, que els fotoautòtrofs obtenen l'energia lumínica provinent del Sol mentre que els quimiòtrofs i els heteròtrofs obtenen l'energia a partir de la matèria inorgànica o orgànica que els rodeja. Així, l'ordre intern dels éssers vius prové de la "desorganització" química; tècnicament, els éssers vius augmenten l'entropia del seu medi per disminuir-la internament. Així doncs, els éssers vius són uns grans dissipadors d'energia. D'altra banda, segons Schrödinger, els éssers vius també tenen la capacitat de replicar-se, és a dir, de produir nous éssers vius a partir d'ells mateixos i postula teòricament la presència d'un "cristall aperiòdic" que contindria la informació genètica (en la publicació de Què és la vida? encara es desconeixia l'estructura química de l'ADN i fins es pensava que les proteïnes podien ser les portadores de la informació genètica). Avui en dia les diverses definicions de vida consideren tres característiques essencials:
1. Replicació: els éssers vius són capaços de produir descendència.
2. Relació: els organismes responen de manera diferent als estímuls provinents del medi que els rodeja, tant d'altres éssers vius com a les condicions abiòtiques.
3. Nutrició: els éssers vius requereixen una o diverses fonts de matèria i energia per a mantenir la seva complexitat.

## Els polinucleòtids
La progressiva complicació de les molècules va consistir en la reproducció imperfecta de les molècules orgàniques considerades per alguns "vives". Aquesta reproducció va ser possible gràcies a les partícules anomenades polinucleòtids, que són partícules polimèriques encarregades de portar informació genètica; dos exemples dels polinucleòtids són l'ADN i l'ARN. Aquests tipus de polinucleòtids es classifiquen també segons el tipus d'estructura molecular, ja que poden ser desoxinucleòtids (ADN) o nucleòtids (ARN).
Les diferents formes de vida competien per imposar els seus polinucleòtids sobre la resta i, per tant, per reproduir-se; a poc a poc, els nucleòtids (que és l'estructura molecular dels éssers que funcionen amb ARN) eren més perfectes i complexos. En aquells temps no hi havia enzims, unes proteïnes que serveixen per a incrementar la velocitat de les reaccions moleculars, però aquests polinucleòtids feien ús dels ions que estaven dissolts en el mar com a enzims.
Sembla que els primers polinucleòtids eren cadenes senzilles d'ARN, però actualment fins i tot molts virus tenen material genètic en forma d'ADN. Deu fer uns 3.800 milions d'anys que l'ADN es va imposar sobre l'ARN com a dipositari de la informació genètica. Segurament es decantà per la millor estabilitat de les dobles cadenes d'ADN enfront de les d'ARN i la possibilitat que la informació genètica fos emmagatzemada amb una còpia homòloga. No se sap com, però es va establir relació entre les proteïnes que utilitzaven els nucleòtids i els desoxinucleòtids.
Actualment es creu que els ribozims implicats en el tall i unió (splicing) estarien presents en aquest pas.

## Les primeres cèl·lulesprocariotes
Les primeres cèl·lules que van poblar la Terra, ja fa 3.500 milions d'anys, eren cèl·lules procariotes (arqueus), és a dir, que no tenien nucli intern separat per una membrana que recull la informació de l'ADN (i aquest ADN, curiosament, tenia la propietat de ser circular i no lineal), i van ser probablement heteròtrofs que obtenien l'energia de la fermentació de les molècules orgàniques presents en l'oceà primitiu, de tal manera que la lenta evolució de la vida no havia servit només per a la mateixa regeneració i evolució sinó també per a l'alimentació d'aquests nous organismes. Es creu que la vida prové d'una única cèl·lula procariota. Les cèl·lules procariotes tenen una estructura molt simple però, això no obstant, tenen la propietat de reproduir-se ràpidament per fissió binària; sota condicions òptimes, són capaces de dividir-se cada 20 minuts i, per tant, originar 4.101.000 cèl·lules en 12 hores.
Aquesta gran capacitat de reproduir-se va fer que fossin capaces de fer una ràpida evolució a partir de mutacions i de la selecció natural. Aviat, però, l'aliment organomolecular va començar a escassejar a mesura que anava creixent la població de les cèl·lules heteròtrofes. Així que l'evolució va donar la virtut a algunes espècies d'aprofitar el carboni en forma de CO₂ de l'atmosfera i convertir-lo en energia química. Va aparèixer la fotosíntesi, que va modificar l'atmosfera deixant enrere la ja dita "atmosfera primitiva" a causa de l'aparició de grans masses d'oxigen (producte residual de la fotosíntesi, CO₂ > C [que és la part aprofitable pels éssers autòtrofs] + O₂ [que es dissipa en el medi]). Al llarg de milions d'anys, a partir de l'acumulació de l'oxigen es va formar una substància amb propietats ben diferents, a la qual li devem la vida en l'escorça continental que es diu ozó. L'ozó va formar una capa ("la capa d'ozó") que ens protegeix dels raigs UVA.
Tanmateix, aquí no s'acaba el problema i no quedà resolt amb un equilibri ecològic, ja que l'oxigen residual era tòxic per als éssers heteròtrofs que tenien una respiració anaeròbia estricta (o els era letal o no els deixava progressar el seu desenvolupament físic) que, en lloc d'utilitzar oxigen com a acceptor final d'electrons, utilitzaven hidrogen o altres compostos com ara sulfats o nitrats. Així doncs, la presència d'oxigen va donar lloc a l'anomenada crisi de l'oxigen. Aquests acceptadors finals d'electrons no són més que una part del metabolisme de la respiració d'un ésser viu. La respiració consisteix en produir energia fent una reacció química. En els éssers vius anaerobis anomenats arqueus, aquesta reacció química tenia lloc a través d'una fermentació a partir d'una deshidratació d'un compost orgànic. Amb la presència abundant d'oxigen, els bacteris no podien fer el procés de fermentació i no van poder fer totes les altres funcions de reproducció i desenvolupament. Per tant, només van tenir tres opcions: morir, refugiar-se en zones inaccessibles per a l'oxigen o evolucionar. Així que algunes van evolucionar i van poder extraure més energia dels aliments amb la utilització metabòlica de l'oxigen, creant la respiració aeròbia que ara coneixem, que consisteix en produir energia seguint un cicle anomenat cicle de Krebs i expulsar el CO₂ generat.
Quan finalment es van acabar les reserves orgàniques de les primeres molècules orgàniques, una altra vegada en aquesta encara jove vida, les cèl·lules heterotròfes van haver d'evolucionar per assegurar la seva supervivència. Fins aquell moment s'havien alimentat de les reserves orgàniques de les primeres molècules, però a causa del seu esgotament van haver de fer un canvi per tal de poder alimentar-se de les molècules orgàniques produïdes prèviament per éssers autòtrofs, que ara els mantenien també en l'aspecte de la respiració.
Dins del grup de les cèl·lules procariotes bacterianes, que pertanyen al regne de les moneres, es van formar dos grups, els arqueus també dits arquees, i els bacteris (que són tots els bacteris a excepció dels arqueus). Els arqueus són les primeres cèl·lules que es van originar a la Terra; n'hi ha diversos grups: a alguns se'ls anomena sulfurosos, ja que eren productors de metà, a d'altres termòfils (organismes amb tendència a anar cap a ambients amb temperatures altes) i finalment els halòfils. Però la gran diferència que hi havia entre els dos tipus de bacteris era que els arquees eren anaerobis i els bacteris aerobis. També hi ha grans diferències en el codi genètic d'uns i d'altres. A més, algunes característiques d'aquestes cèl·lules, tot i ser aquestes més antigues que la resta de bacteris, s'assemblen més a les cèl·lules eucariotes. I és per tot això que hi ha fonts d'informació que diuen que els arqueus no s'inclouen dins dels grups dels bacteris.

## Les primeres cèl·lules eucariotes
Les cèl·lules procariotes van ser les protagonistes de la vida terrestre durant 2.000 milions d'anys i van tenir temps per anar perfeccionant el seu metabolisme. Però ara fa 1.400 milions d'anys va aparèixer la primera cèl·lula eucariota, és a dir, una cèl·lula que té un nucli amb la seva informació genètica. Per a l'aparició d'aquesta primera cèl·lula eucariota, va ser necessària l'aparició d'una membrana plasmàtica que separés l'ADN del medi, va haver de desenvolupar un sistema de reparació dels danys que pogués patir l'ADN, va haver de desenvolupar d'un sistema de traducció ADN-ARN, així com un "interruptor molecular" que desencadenés en el moment adient la divisió de la cèl·lula en dues cèl·lules filles, i un sistema adient per a transportar els nutrients de l'exterior a l'interior de l'ésser. Finalment, també li va caldre un metabolisme mínim per a extreure l'energia dels sucres.

## Teoria sobre l'aparició de les primeres cèl·lules eucariotes
Lynn Margulis va postular una teoria sobre l'aparició de les primeres cèl·lules eucariotes. Aquesta teoria parla de l'endosimbiosi. La teoria que va idear Lynn Margulis per explicar l'aparició de la cèl·lula eucariota consisteix en la unió de dues formes de vida per formar-ne una: els arqueus, que es trobaven en perill d'extinció per falta d'aliment i perquè a més eren anaerobis, es van associar amb alguns bacteris. Van estar durant un breu període en una fase flexible en què tots dos éssers eren independents i tenien llibertat de moviments, com quan una rèmora s'enganxa a un tauró, fent l'arqueu d'hoste o de "simbiont" i amb llibertat de separar-se si canviaven les condicions. Però, a diferència d'altres unions simbiòtiques, un cop passada l'etapa flexible es convertí en una associació estable, quedant l'arqueu integrat a l'interior del bacteri.
Aquesta teoria es basa en el fet que la suma dels components dels bacteris i els arqueus està a menys de tres components d'unes cèl·lules eucariotes anomenades cilis-flagels, mitocondris i plastidis fotosintètics que conserven moltes propietats de les cèl·lules procariotes. I tot això és un indici prou convincent per a afirmar que va haver-hi associacions, que en un principi devien ser temporals i que aquestes associacions en un moment donat van esdevenir permanents donant lloc a la cèl·lula eucariota. Un altre argument per dir que aquesta afirmació és certa és afirmar que aquest no és un cas aïllat. N'és un exemple la relació entre un insecte i el seu paràsit (com el pugó i B. afidicola: fa 150 milions d'anys, els seus avantpassats eren molt diferents del que són ara; el pugó, que és l'insecte, ha evolucionat però el seu paràsit, la B. Afidicola, també ha evolucionat conjuntament amb aquest. Aquesta llarga coevolució ha originat una dependència mútua dels dos organismes: el bacteri no es pot cultivar, no es pot criar en cap altre entorn que no sigui aquest; i el pugó necessita el bacteri per obtenir el nitrogen per al seu metabolisme).
A part, la biòloga Lynn Margulis argumenta la seva teoria dient això: Hi ha quatre observacions que permeten afirmar l'origen simbiogènic de la cèl·lula eucariota: 
1. Que els organismes nucleats evolucionaren per fusió és més evident en les plantes, perquè en les seves cèl·lules es pot observar fàcilment la integritat dels orgànuls de què es componen.
2. Químicament, la vida és tan conservadora, que encara avui podem deduir l'ordre específic en què determinats bacteris es van fusionar per convertir-se en la cèl·lula verda que és l'alga.
3. Que la simbiogènesi va actuar com a motor evolutiu ho demostra el fet que els gens addicionals que apareixen en el citoplasma de les cèl·lules animals, vegetals i altres de nucleades no són gens nous, ans al contrari (tenen un origen bacterià que posa de manifest un passat violent i competitiu, amb períodes de treva).
4. Els bacteris es convertiren en orgànuls després de diferents episodis evolutius i avui dia, a més de formar part d'una de les divisions fonamentals de la biologia, ocupen tots els nínxols ecològics i acompanyen tots els organismes anomenats superiors.

## L'evolució de l'atmosfera
Amb l'aparició dels éssers autòtrofs i després la seva gran extensió, l'atmosfera d'aquell moment ja s'assemblava a l'actual. La Terra va passar de tenir una atmosfera reductora, amb una concentració de diòxid de carboni superior al 90 per cent i sense oxigen, a tenir una atmosfera oxidadora (la concentració actual d'oxigen és del 21 per cent, amb una concentració de diòxid de carboni que actualment és del 0,036 per cent). En aquell moment (fa 1.000 milions d'anys, 900 milions d'anys després de l'aparició de la primera cèl·lula eucariota), l'atmosfera tenia una composició percentual semblant a aquesta: 78% de nitrogen, 18% de diòxid de carboni i 4% d'oxigen.

### Processos que es van establir abans de l'aparició dels éssers pluricel·lulars
Totes les innovacions a escala cel·lular van tenir lloc abans de l'aparició de qualsevol ésser pluricel·lular. Quan van sorgir, ja s'havien definit les principals branques de formes de vida, ja es van poder diferenciar els fongs i les algues, tots dos encara amb aspecte unicel·lular. També abans de l'aparició del primer organisme pluricel·lular s'havien establert els processos de mitosi (tipus de reproducció cel·lular en què a partir de la divisió d'una cèl·lula se'n formen dues amb el mateix nombre de cromosomes que el del progenitor; tot i no ser el nostre tipus de reproducció la mitosi, és la més freqüent en la natura), meiosi (divisió d'una cèl·lula amb una reducció de cromosomes a la meitat perquè aquesta meitat s'hagi d'unir amb una altra meitat per tenir el mateix nombre de cromosomes que el seu progenitor. Aquesta reproducció és típica dels animals i plantes actuals que es reprodueixen sexualment), i de la fecundació en alguns protoctists.

## L'aparició dels primers organismes pluricel·lulars
Els organismes pluricel·lulars representen un pas molt gran en l'evolució de la vida que va succeir fa 700 milions d'anys. Com el seu nom indica, estan formats per més d'una cèl·lula; però aquestes no actuen com a unitats independents, sinó que cadascuna s'especialitza en unes determinades funcions. La diferenciació cel·lular permet tenir organismes amb diferents tipus de cèl·lules encara que totes tinguin el mateix ADN; la diferència rau en els gens que s'expressen.
Els primers éssers que es van concebre en la vida com a éssers pluricel·lulars van ser els fongs i les algues; això és fàcil de saber perquè són els únics amb antecedents unicel·lulars. La diferència entre els fongs i les algues, però, és gran. Els fongs estan formats per cèl·lules eucariòtiques, i són heteròtrofs, és a dir, no tenen clorofil·la i no fan la fotosíntesi. Com a tal·lofítics que són, són incapaços de fabricar teixits i això es deu al fet que són encara novells en la vida pluricel·lular. Els fongs juntament amb els bacteris fan un paper molt important en els ecosistemes i això és a causa del fet que es dediquen a la putrefacció de la matèria orgànica. Les algues estan incloses en el regne dels protists juntament amb els protozous. Cal dir que aquest regne està definit per exclusió, en aquests hi ha tots els éssers que no es poden classificar en cap dels altres quatre regnes. Les algues són autòtrofes, definides també com a tal·lofítiques amb clorofil·la.

### L'aparició del regne vegetal

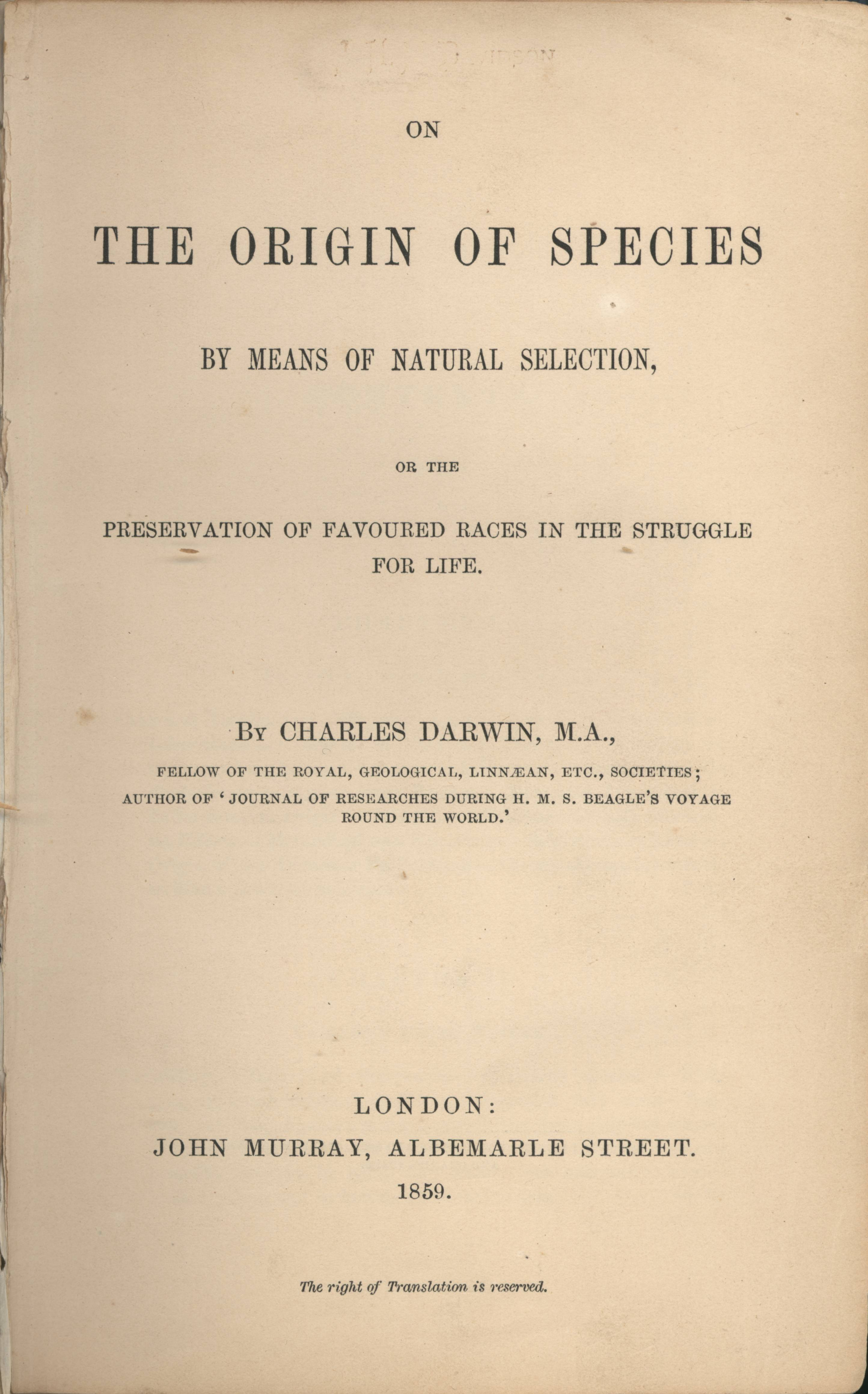
Portada de la primera edició de L'origen de les espècies

L'origen del regne vegetal prové dels líquens. Els líquens van evolucionar formant estructures semblants a molses, tot i que realment encara es consideraven líquens. L'autèntica molsa, amb el nom científic de briofití, va aparèixer fa uns 500 milions d'anys. L'origen del regne vegetal -Metàfits- prové dels líquens. Els líquens van evolucionar formant líquens semblants a molses: ara podem trobar un descendent d'aquests anomenat molsa blanca, que realment no és més que un liquen. La molsa, o briofití, no és tan diferent dels líquens del que sembla, tenen cèl·lules conductores però que no arriben a formar un autèntic teixit conductor; per tant, cada part de l'organisme ha de ser pròxim a l'aigua, això fa que no siguin gaire altes i només estiguin en zones especialment humides. Amb transcurs del temps, alguns d'aquests van poder evolucionar cap a altres estructures, com ara les falgueres, les quals ja tenien un teixit conductor i podien créixer en zones d'alta muntanya formant els primers boscos de la història. A poc a poc, amb el pas de l'evolució, es van anar formant altres grups de plantes més preparades per a la supervivència, com ho són les gimnospermes i les angiospermes. Així doncs, es pot dir que els briofitins, o molses, han estat imprescindibles per a l'evolució del regne vegetal; disposaven de cèl·lules conductores que els permetien absorbir aigua no gaire llunyana, d'aquesta manera han d'estar en zones força humides i la seva mida és força petita.

## L'aparició del regne animal
Fa 450 milions d'anys, fruit de l'evolució dels protozous formant els metazous (grup d'organismes pluricel·lulars que eren capaços de fabricar teixits) van sorgir els primers animals. Els primers animals posseïen una simetria radial i un pla corporal diploblàstic. Els diploblàstics tenien dues capes diferents per a protegir les seves larves (l'ectoderma, que és la capa externa de la qual deriven l'epidermis i el sistema nerviós; i l'endoderma, la capa embrionària de la qual deriva l'aparell respiratori). Poc després, van aparèixer els triploblàstics amb una capa més anomenada mesoderma, que creava molts altres òrgans en la larva. Aquest canvi encara no s'explica com va poder ser, però el que sí que se sap és que els primers animals existents van ser marins (clarament invertebrats) i, si els classifiquéssim, pertanyerien als actuals grups anomenats: equinoderms, celenterats i les esponges.